# ورزشگاه آرنا خیمکی
ورزشگاه آرنا خیمکی (به روسی: Арена Химки) یک ورزشگاه در شهر خیمکی روسیه است.این ورزشگاه دارای گنجایش ۱۸٬۶۳۶ نفر است.این ورزشگاه در سال ۲۰۰۸ و به جهت استفاده استادیوم خانگی باشگاه فوتبال خیمکی افتتاح شده است.از آنجایی که ورزشگاه باشگاه فوتبال دینامو مسکو در حال بازسازی است این باشگاه نیز از سال ۲۰۰۹ از این ورزشگاه جهت بازی های خانگی خود استفاده میکند. و همچنین از سال های 2010 تا 2016 باشگاه زسکا مسکو در آن بازی های خانگی خود را انجام می داد.